# Валхалла (тауншип, Миннесота)
Валхалла (англ. Walhalla) — тауншип в округе Лейк-оф-те-Вудс, Миннесота, США. На 2010 год его население составило 131 человек.
Название города произошло от слова Вальхалла из скандинавской мифологии

## Географическое положение
Валхалла находится на севере штата Миннесота в округе Лейк-оф-те-Вудс. Он граничит с тауншипами Бодетт, Спунер, Бун на востоке, Форест-Эреа и Потамо на западе, Рулиен на юге и Уабаника на севере.
По данным Бюро переписи населения США площадь тауншипа составляет 90,2 км², это 2,7 % площади округа. По территории тауншипа протекают река Винтер-Род и её притоки Пепперминт-Крик и Литл-Пепперминт-Крик.

## Демография
В 2010 году на территории тауншипа проживало 131 человек (из них 52,7 % мужчин и 47,3 % женщин), насчитывалось 58 домашних хозяйств и 38 семей. Расовый состав: белые — 98,5 %, афроамериканцы — 0,8 % и представители двух и более рас — 0,8 %.
Население тауншипа по возрастному диапазону по данным переписи 2010 года распределилось следующим образом: 17,6 % — жители младше 18 лет, 3,0 % — между 18 и 21 годами, 58,0 % — от 21 до 65 лет, и 21,4 % — в возрасте 65 лет и старше. Средний возраст населения — 47,8 лет. На каждые 100 женщин в Валхалле приходилось 104,6 мужчин, при этом на 100 совершеннолетних женщин приходилось уже 105,0 мужчин сопоставимого возраста.
Из 58 домашних хозяйств 51,7 % представляли собой совместно проживающие супружеские пары (15,5 % с детьми младше 18 лет), в 6,9 % семей женщины проживали без мужей, в 6,9 % семей мужчины проживали без жён, 34,5 % не имели семьи. В среднем домашнее хозяйство ведут 2,26 человек, а средний размер семьи — 2,66 человека.
В 2014 году из 99 человек старше 16 лет имели работу 89. В 2014 году медианный доход на семью оценивался в 68 352 $, на домашнее хозяйство — в 38 929 $. Доход на душу населения — 18 860 $ в год.